# 仲弓

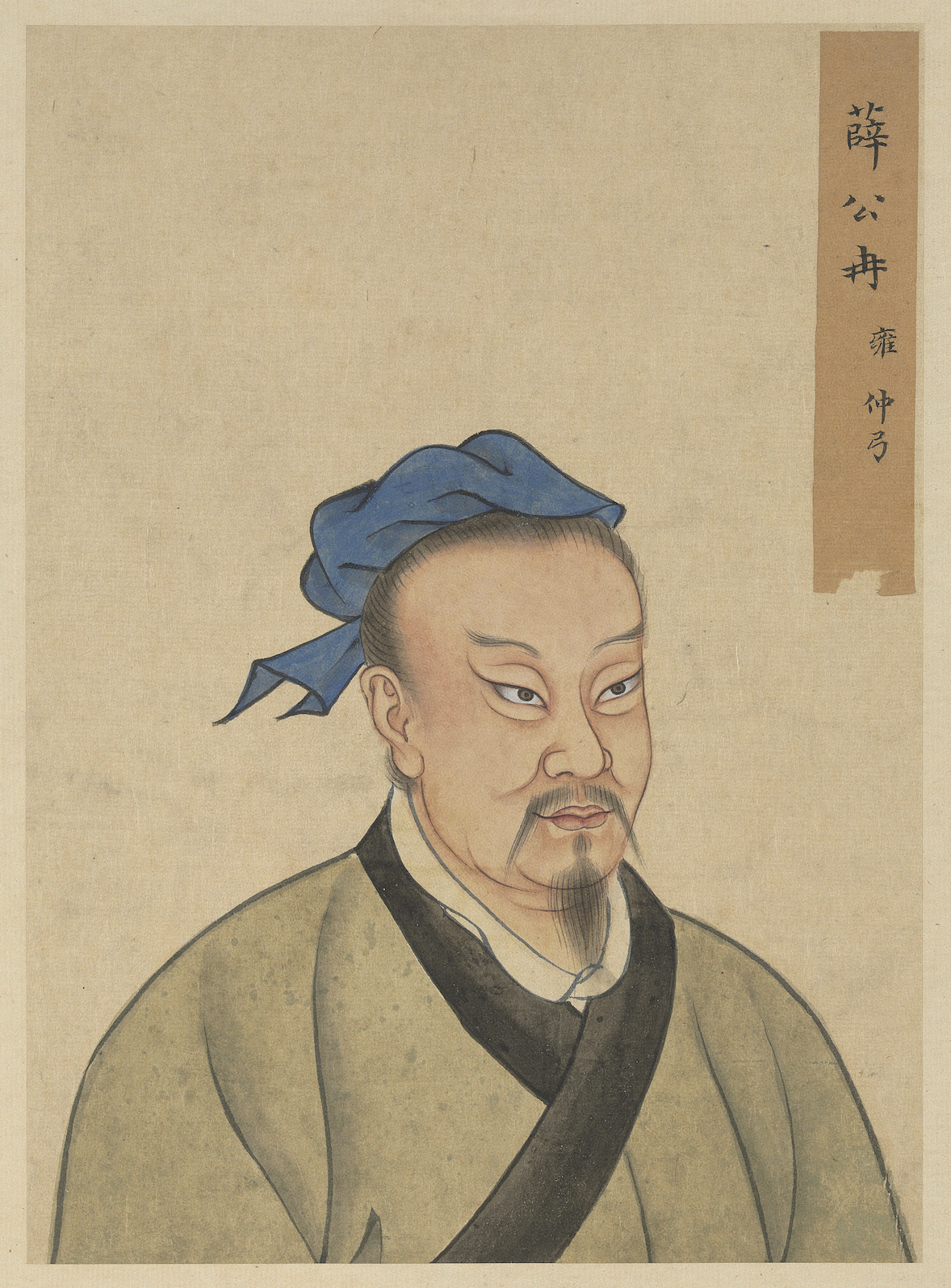
仲弓

仲弓（ちゅうきゅう、生没年不詳・紀元前6世紀頃）は、孔門十哲の一人。仲弓は字、姓は冉（ぜん）、名は雍（よう）。
魯国出身。徳行科に列する。『論語』雍也篇の冒頭で、その人格の高さから「南面すべし」（君主は南を向いて座ることから、君主たる器量があるという意味）と孔子にたたえられた。